# Château de Lantheuil
Le château de Lantheuil, ou château de Manneville, est un édifice situé au hameau de Manneville sur les communes de Ponts sur Seulles et de Creully sur Seulles dans le département français du Calvados.

## Historique
Le château date du XVIIe siècle.
En 1613, Antoine Turgot de Saint Clair acquiert la propriété où son fils, Jacques Turgot, érige le château de style Louis XIII. Quelques années avant la fin du XVIIe siècle, le petit-fils d'Antoine Turgot fait construire les deux ailes en retour qui encadrent le corps central. 
La toiture à la Mansart percée de lucarnes a été dégradée durant la Seconde Guerre mondiale. Après avoir été occupée par un état-major dès juin 1940, puis pillé, le bâtiment subit quelques dégâts à la suite de l'explosion d'une bombe. Quelques marques de rafales de mitrailleuse ont subsisté sur les murs.

## Architecture et protection

### Architecture
Le corps central est composé d'un pavillon surélevé d'un étage, dont les façades sont en pierre d'Orival. Des pilastres ioniques encadrent les baies du perron donnant accès à la porte-fenêtre. Au-dessus du pavillon central, un campanile abrite la cloche de l'horloge. 
L'intérieur abrite des souvenirs des XVIIe et XVIIIe siècles et de l'époque Empire dont ceux du maréchal Mouton, comte de Lobau, aide de camp de l'empereur Napoléon et une bibliothèque, où sont conservés de nombreux volumes rares du XVIIIe et XIXe siècles, dont la nomination d'Anne Robert Jacques Turgot comme contrôleur général des finances de Louis XVI. 
Depuis le XVIIIe siècle, l'accès au château s'effectue par une avenue d'honneur de 800 mètres environ, bordée d'une double rangée de hêtres tricentenaires pourpres et verts. 

### Protection
L'ensemble du site a été classé monument historique le 22 décembre 2008 ; le château avait précédemment été classé en 1931 par arrêté annulé et remplacé par celui de 2008 plus étendu.